# Sturmpanzer II Bison
Sturmpanzer II Bison е германска самоходна артилерийска установка от Втората световна война.